# 消費財
消費財（英語：consumption good）為一經濟學用語，指的是在所有生產出來的財貨中，以消費為目的、供家庭需求的財貨及服務。有時又被稱作最終財（final good）。
消費財又可細分為不同類型，例如像垃圾袋這類一次性使用的物品，屬於非耐久消費財；而像家用電器這類可重複使用的物品，則屬於耐久消費財。
與此相對的是以生產為目的、在企業中被消耗的財貨，這類被稱為生產財。同樣的商品，如果是由家庭使用，就被歸類為消費財；若由企業使用，則歸類為生產財。

## 脚注
1. . 樂詞網. 國家教育研究院 （中文（臺灣））.
2. ↑  . 総務省統計局.   [2017-12-16]. （原始内容存档于2025-05-23） （日语）.